# A-plek
De A-plek, A-spot of erogone anterior fornix zone is een gevoelig gebied aan de binnenkant van de vagina. De A-plek bevindt zich ongeveer twee centimeter dieper in de vagina dan de G-plek, in het gebied tussen de blaas en baarmoeder.
Volgens een studie van Chua Chee Ann leidt stimulatie van de A-plek tot een verhoogde aanmaak van vaginaal vocht en een versnelde seksuele opwinding.